# Декаполис
Декаполис или у старословенском преводу Десятиградие је заједнички назив за групу од десет градова на источној граници  Римског царства у  Јудеји и  Сирији. Градови су имали заједничку културу, положај и политички стаус у оквиру Римског царства. 
Представљали су средишта грчко-римске културе у области која је била  семитска (набатејска, арамејска и јеврејска). Уз изузетак Дамаска и још једног града у данашњем Израелу, „Област Декаполиса“ је била сјештена на простору данашњег Јордана. Сваки град је имао одређени ниво аутономије.

## Градови
Имена традиционалних Десет градова Декаполиса сачувани су у делима римског историчара  Плинија Старијег. То су:
1. Гераса данашњи Џераш у Јордану
2. Скитополис  савремени Бетх-Шеан) у Израелу, једини град западно од  реке Јордан
3. Хипос (Хиппус или Суссита) у Израелу
4. Гадара (Ум Каис) у Јордану
5. Пела (источно од Ирбида) у Јордану
6. Филаделфија, данашњи Аман, главни град Јордана
7. Ал Хусн у Јордану
8. Капитолиас (Беит Рас) у Јордану (Дион, Јордан)
9. Каната (Канават) у Сирији
10. Арабела (Ирбид), у Сирији
11. Рафана у Јордану
12. Дамаск, главни град савремене  Сирије.

Према другим изворима, могуће је да је 18 или 19 градова чинило грчко-римски Декаполис. На пример, Абили се често наводи као члан групе.